# Elman FC
Elman FC is een Somalische voetbalclub gevestigd in Mogadishu. De club speelt in het Mogadiscio Stadion. Grootste rivaal van Elman FC is Banaadir Telecom FC.

## Kampioenschappen
- Somalia League: 8

1998/99, 1999/00, 2000/01, 2001/02, 2002/03, 2003/04, 2006/07, 2007/08, 2010/11, 2011/12
- Beker van Somalië: 7

1994, 1999, 2000, 2001, 2002, 2003, 2004